# Comunalismo
El comunalismo generalmente se refiere a un sistema que integra la propiedad comunal y confederaciones de asambleas populares interdependientes con intención de tomar los municipios y reemplazar al Estado-Nación. Murray Bookchin, un destacado comunista libertario, define la filosofía política comunalista que desarrolló como "una teoría del gobierno o un sistema de gobierno en el que las comunas independientes participan en una federación" a modo de autogobierno. así como "los principios y la práctica de la propiedad comunal". El término "gobierno" según este teórico no implica la aceptación de un Estado o una jerarquía de arriba abajo.
Este uso del término comunalismo surgió a fines del siglo XX por parte de Bookchin para distinguirse de los sistemas basados en propiedad comunal que otros movimientos políticos o gobiernos. En particular movimientos anteriores que defendían tales prácticas que se describían como "anarquistas individualistas", "socialistas democráticos" o "comunistas" de estado. El comunalismo usa o juega con dos significados de «comuna», entendida como «municipio». Muchas comunidades históricas que practicaron el socialismo utópico o el anarcocomunismo implementaron reglas internas de comunas o propiedad comunal en el contexto de comunas o municipios federados. Es al menos teóricamente posible que una federación de comunas incluya comunas que no practiquen las reglas comunales de propiedad, es decir, que el gobierno nacional general puede ser una federación de comunas, pero que la propiedad privada en lugar de la propiedad comunal sea el orden dentro de cada comuna. Karl Marx, a menudo visto como el fundador del comunismo moderno, en un inicio fue drásticamente crítico con el comunismo primitivo o el socialismo utópico, como propenso a la desintegración en la práctica, pero no dudó, junto a Friedrich Engels y Lenin, escribir variados textos favorables al acontecer y expectativas de La Comuna de París, criticando más bien la falta de unión internacional y no su sustento teórico, una experiencia de carácter socialista libertario fundamentada justamente en la importancia comunal y la democracia directa, experiencia que mantiene un constante influjo en la evolución de las izquierdas libertarias hasta nuestros días.
Esta propuesta de gobierno fue denominada por Bookchin como «municipalismo libertario» en el año 1980, sin embargo luego de 1995 esta teoría se convertirá en su nueva teoría política, el comunalismo.

## Objetivos
Fue teorizado por Bookchin como una expresión de su teoría de la «ecología social» y como una alternativa al anarcosindicalismo como forma de activismo político anarquista. Para el municipalismo lo importante ya no es sólo el movimiento obrero o el mundo del trabajo, sino la convivencia. Quiere tomar los municipios, convirtiéndolos en insumisos al poder estatal, con el fin de, llegado a un punto, la organización municipal alternativa –de igual corte federalista– sea un contrapoder eficaz al Estado centralizado. En este proceso, los municipios comunalistas, antes de conseguir el cambio social global, irían definiendo una nueva forma de vida y comunidad y las relaciones de los humanos en los ecosistemas. Formarían una confederación de municipalidades que terminarían resultando en una ruptura con el Estado-Nación.
Defienden la participación en las elecciones municipales a través de partidos políticos organizados estructuralmente mediante democracia asamblearia que expandan su organización al conjunto del municipio una vez desbancados los partidos no comunalistas. No obstante el municipalismo no se agota en la estrategia electoral: a la vez plantea la vía que sería la organización social de abajo arriba, creando organizaciones dentro del municipio (de producción, de consumo, culturales, ideológicas, con fines políticos, ideo-políticas, y del resto de los servicios) que se hiciesen lo suficientemente fuertes como para derrocar el poder municipal no comunalista y exigir la colectivización de la sociedad a nivel municipal, y, a través de sus organizaciones de democracia asamblearia, definir la vida comunitaria productiva, cultural y lúdica, entre otros aspectos. 
También existen diferencias de criterio, por ejemplo varios comunalistas marcan cierta distancia con lo que consideran a veces el "parlamentarismo municipal" de Bookchin, pero reconociendo todas las demás implicaciones de su propuesta, por lo que prefieren llamar a su línea "municipalismo de base".

## Confederalismo democrático en Kurdistán
Artículo principal: Confederalismo democrático.
El actual movimiento kurdo relacionado con el Partido de los Trabajadores de Kurdistán (PKK) está intentando construir una sociedad civil bajo principios del municipalismo libertario. Su variación ideológica denominada confederalismo democrático se basa en un concepto publicado por Abdullah Öcalan en 2005. Diferente a Bookchin la organización general del movimiento, la Koma Civakên Kurdistan (KCK), no busca la oposición directa con los estados-nación. Así se supone llegar a una paz estable en la región del Medio Oriente.

## Críticas
Según Carlos Taibo, tres son los problemas más evidentes de las propuestas derivadas del comunalismo:
- En primer lugar, que supone aceptar un orden marcado por su dimensión institucional y con ello, debe asumir las reglas del juego político.
- En segundo lugar, es fácil que un modelo de este tipo desemboque en una «fuga hacia arriba», acatando los escenarios marcados por la delegación y la representación.
- En tercer y último lugar, Taibo señala que el municipalismo parece no poder aportar ningún resultado tangible que no haya ofrecido la práctica no institucional de la democracia directa.